# Saša Ilić (Fußballspieler, 1970)
Saša Ilić (mazedonisch Саша Илиќ; * 5. September 1970 in Skopje) ist ein ehemaliger mazedonischer Torwart.

## Als Spieler

### Verein
Saša Ilić begann seine Karriere bei Vardar Skopje und FK Partizan Belgrad, bevor er nach diversen Ausleihen 1995 zu Busan IPark in die südkoreanische K League wechselte. Von 1997 bis 2000 verpflichtete ihn der Hamburger SV, bei dem er jedoch keinen einzigen Einsatz hatte. Ilić spielte während der Saison 2003/04 für den Persepolis FC und wechselte danach für die Saison 2004/2005 zu Esteghlal Ahvaz. Danach war er von 2005 bis 2007 für Pegah Gilan aktiv. Eine beeindruckende Bilanz hatte er bei Damash Gilan in der Saison 2006/07, in der er nur zwei Gegentore in 19 Spielen bekam. Nach dieser Saison beendete Ilić vorzeitig seine aktive Spielerkarriere, hatte jedoch sechs Jahre später beim damaligen Erstligisten FK Gorno Lisiče ein kurzes Comeback für eine Saison.

### Nationalmannschaft
Während des Sommers 1997 absolvierte Ilić insgesamt drei WM-Qualifikationsspiele für die mazedonische A-Nationalmannschaft. Im November 2005 folgten dann zwei, von der FIFA jedoch nicht anerkannte Länderspiele während des Teheran Cups im Iran.

### Erfolge
- Jugoslawischer Meister: 1994
- Jugoslawischer Pokalsieger: 1994
- Südkoreanischer Meister: 1997
- Mazedonischer Meister: 2002

## Als Trainer
Ab dem Sommer 2013 war er für ein halbes Jahr Torwarttrainer beim FK Gorno Lisiče. Die gleiche Position hatte er dann von 2014 bis 2018 bei Vardar Skopje inne.

## Sonstiges
Sein Sohn Filip (* 1997) ist ebenfalls Torwart und spielt seit 2018 bei Vardar Skopje. Er absolvierte im Herbst 2017 zwei Partien für die mazedonische U-21-Nationalmannschaft.